# Чая (притока Обі)
Ча́я (рос. Чая) — річка в Росії, ліва притока Обі, тече Васюганською рівниною у Чаїнському і Колпашевському районах Томської області.
Чая утворюється біля села Усть-Бакчар злиттям річок Парбіг і Бакчар, які беруть початок у східній частини Васюганських боліт поблизу кордону з Новосибірською областю, тече на північ.
Основна ліва притока Нюрса, права — Ікса.
Довжина річки 194 км, площа басейну 27,2 тис. км², середньорічний стік 70 м³/c (максимум 950 м³/c, мінімум 20 м³/c). Замерзає у листопаді, скресає у квітні.
Чая судноплавна на всьому протязі; може використовуватись для лісосплаву.
Населені пункти на Чаї: Усть-Бакчар, Варгатер, Підгорне, Чаїнськ, Гришкино, Чажемто.
У селищі Чажемто — джерело мінеральних вод і санаторій.